# Astenus nigromaculatus nigromaculatus
Astenus nigromaculatus nigromaculatus é uma subespécie de insetos coleópteros polífagos pertencente à família Staphylinidae.
A autoridade científica da subespécie é Motschulsky, tendo sido descrita no ano de 1858.
Trata-se de uma subespécie presente no território português.